# Pinzberg
Pinzberg er en kommune i Landkreis Forchheim i Regierungsbezirk Oberfranken i den tyske delstat Bayern. Den er administrationsby for
Verwaltungsgemeinschaft Gosberg.

## Geografi
Pinzberg ligger i Region Oberfranken-West.

Der er følgende landsbyer: Dobenreuth, Gosberg, Pinzberg, Elsenberg
Nabokommuner er (med uret fra nord):
Wiesenthau, Leutenbach, Kunreuth, Effeltrich, Forchheim